# 瑞典137号国道
137 号瑞典国道 - 厄兰斯岛是卡尔马和费尔耶斯塔登之间的一条瑞典国道。
137 号国道从卡尔马的欧洲E22公路出发，在厄兰大桥上穿过卡尔马海峡。它在厄兰岛费尔耶斯塔登与 瑞典瑞典136号国道交汇。137国道长12公里，建于1968年至1972年，与厄兰大桥的建设有关。东连厄兰岛，西至卡尔马。